# جون هويت
جون هويت (بالإنجليزية: John Hoyt)‏ مواليد 05 أكتوبر 1905 في برونكسفيل، نيويورك، الولايات المتحدة - الوفاة 15 سبتمبر 1991 في سانتا كروز، الولايات المتحدة، هو ممثل أمريكي بدأ مسيرته الفنية سنة 1946. امتدت مسيرته الفنية لأكثر من 41 عاما.

## الأعمال
- يوليوس قيصر
- ذا بيغ كومبو
- محاكمة
- سبارتاكوس
- كليوباترا
- لعنة الأموات الأحياء

## روابط خارجية
- جون هويت على موقع IMDb (الإنجليزية)
- جون هويت على موقع ألو سيني (الفرنسية)
- جون هويت على موقع تيرنر كلاسيك موفيز (الإنجليزية)
- جون هويت على موقع أول موفي (الإنجليزية)
- جون هويت على موقع قاعدة بيانات برودواي على الإنترنت (الإنجليزية)
- جون هويت على موقع قاعدة بيانات برودواي على الإنترنت (الإنجليزية)
- جون هويت على موقع قاعدة بيانات الأفلام السويدية (السويدية)
- جون هويت على موقع إن إن دي بي (الإنجليزية)
- جون هويت على موقع ديسكوغز (الإنجليزية)
- جون هويت على موقع قاعدة بيانات الفيلم (الإنجليزية)